# El éxtasis de Santa Cecilia (Rafael)
El éxtasis de Santa Cecilia es una pintura al óleo del pintor italiano del Alto Renacimiento, Rafael. Terminada en sus últimos años, alrededor de 1516-1517, la pintura representa a Santa Cecilia, la patrona de los músicos y de la música sacra, escuchando a un coro de ángeles en compañía de San Pablo, San Juan Evangelista, San Agustín y María Magdalena. Fue realizada por encargo de una iglesia en Bolonia y ahora cuelga en la Pinacoteca Nacional, o Galería Nacional de Pintura. Según Vasari, los instrumentos musicales esparcidos a los pies de Cecilia no fueron pintados por Rafael, sino por su alumno, Giovanni da Udine.

El poeta romántico inglés Percy Shelley describió la pintura de la siguiente manera:
La figura central, Santa Cecilia, parece extasiada; sus profundos, oscuros y elocuentes ojos están levantados; su cabello castaño echado hacia atrás desde su frente, sostiene un órgano en sus manos; su semblante, por así decirlo, calmado por la profundidad de su pasión y éxtasis. Está escuchando la música del cielo y, como me imagino, acaba de dejar de cantar porque las cuatro figuras que la rodean evidentemente señalan, por sus actitudes, hacia ella; especialmente San Juan, quien, con un gesto tierno pero apasionado, inclina su rostro hacia ella, lánguido con la profundidad de la emoción. A sus pies yacen varios instrumentos de música, rotos y sin cuerdas.

## Historia
El retablo fue encargado para una capilla dedicada a Santa Cecilia en la iglesia agustina de San Giovanni in Monte, en Bolonia. Según Vasari, el trabajo fue encargado por el cardenal Lorenzo Pucci en 1513. Dada la extraordinaria popularidad del pintor en ese momento de su carrera, es probable que solo una autoridad eclesiástica tan bien situada pudiera haber tenido alguna esperanza de contratarlo. Sin embargo, la propia patrona de la capilla era Elena Duglioli dall'Olio, una aristócrata boloñesa que luego sería beatificada por su piedad. Era amiga íntima de Antonio Pucci, el sobrino del cardenal Lorenzo, y la mayoría de los historiadores de arte de hoy están de acuerdo en que Pucci debió haber servido como asesor y agente con Rafael y que la pintura fue probablemente encargada para ella alrededor de 1516, cuando se completó la construcción de la capilla. Elena Duglioli tenía una particular devoción por el culto a Santa Cecilia y el legado papal de Bolonia, el cardenal Francesco Alidosi, le había dado una reliquia (su nudillo). Luchó por vivir una vida casta en emulación de los santos cristianos primitivos y persuadió a su esposo para que no consumara su matrimonio.
La pintura fue expoliada y llevada a París en 1798. Mientras estaba allí, fue transferida a un lienzo. En 1815, el cuadro fue devuelto a Bolonia, donde, después de limpiarlo, se colgó en la Pinacoteca Nacional de Bolonia. El estado de la pintura es malo, ya que se ha dañado al volver a pintarla a lo largo de los años.

## Iconografía
Los compañeros de Santa Cecilia se identifican en parte por sus atributos. Inmediatamente a su derecha, Juan el Evangelista tiene un águila, su símbolo habitual, asomándose alrededor de su túnica. A su lado, Pablo se apoya en la espada con la que había llegado a ser identificado en el arte medieval. Agustín de Hipona sostiene su báculo. María Magdalena sostiene el frasco de alabastro por el cual se la identifica más comúnmente.
La iconografía del retablo es inusual en que en lugar de representar una figura o figuras para ser veneradas, representa el acto de adoración en sí mismo. Cada uno de los santos estaba asociado con visiones, al igual que Elena Duglioni, y el coro celestial que se abre sobre las cabezas de los santos está estrechamente relacionado con las devociones de la mecenas, en las que la música era un elemento importante. Cecilia estuvo asociada con la música de la Edad Media, pero los instrumentos rotos aquí parecen referirse al abandono de los placeres terrenales que resultaron de la devoción de Cecilia a lo sagrado. En esta pintura, personifica la música religiosa como un camino para la unión con Dios.
La pintura además celebra el tema de la castidad. El sencillo cinturón de Santa Cecilia es un símbolo renacentista tradicional de la castidad; Juan el evangelista fue el santo patrón de la virginidad y Pablo alabó el celibato en 1 Corintios. Así, la iconografía de la pintura está estrechamente vinculada a la vida de la mecenas en muchos niveles.
Existe un grabado de la pintura de Marcantonio Raimondi que difiere significativamente de la obra, y algunos estudiosos han sugerido que refleja un boceto perdido para el retablo. En el boceto, Rafael describió a los ángeles con instrumentos también, arpa, triángulo y violín, y las figuras están en poses muy diferentes. Agustín (vistiendo su mitra) y Pablo miran hacia abajo; Juan mira hacia el espectador; la Magdalena mira hacia arriba a la hueste angelical, como lo hace Cecilia. Sin embargo, con frecuencia se sabe que los grabados de Raimondi alteran las obras de Rafael, por lo que no es imposible que represente una variante libre del retablo terminado en lugar de una copia de un bosquejo de las intenciones iniciales de Rafael.